# João de Castro
João de Castro (Lisbona, 7 febbraio 1500 – Goa, 6 giugno 1548) è stato un esploratore portoghese, nonché viceré dell'India portoghese.
Fu chiamato Castro Forte ("Roccaforte") dal poeta Luís de Camões. Castro era il figlio di Álvaro de Castro, governatore civile di Lisbona. Sua moglie fu Leonor de Coutinho.

## Biografia

### Gioventù
Quando era ancora un giovane ragazzo, destinato quindi alla Chiesa, divenne un brillante umanista e studiò matematica con Pedro Nunes, in compagnia di Luigi d'Aviz, figlio di re Manuele I del Portogallo, del quale fu amico per tutta la vita. A diciotto anni si trasferì a Tangeri, dove fu nominato cavaliere dal governatore Dom Duarte de Meneses, restandovi per molti anni.

### Viaggi in India e spedizione in Egitto
Nel 1535 accompagnò Dom Louis all'assedio di Tunisi, dove ebbe l'onore di rifiutare il cavalierato e la ricompensa per mano dell'imperatore Carlo V. Tornato a Lisbona nel 1538 ricevette dal re l'incarico di guidare São Paulo de Salvaterra.
Poco dopo partì per l'India in compagnia dello zio Garcia de Noronha, ed all'arrivo a Goa si impegnò nella liberazione di Diu. Nel 1540 partecipò ad una spedizione a Suez sotto il comando di Estêvão da Gama (figlio di Vasco da Gama e viceré dell'India portoghese), il quale nominò cavaliere suo figlio tredicenne Álvaro de Castro in segno di riconoscenza.
Dopo la morte di Garcia il suo posto fu preso da Estêvão da Gama, e João de Castro partecipò con lui alla spedizione nel Mar Rosso. Estêvão da Gama partì per la spedizione con 12 grandi galeoni e caracche, e 60 galee, il 31 dicembre 1540, nominando João de Castro capitano di un galeone. Questa spedizione a Suez fu molto importante e João de Castro disegnò una mappa dettagliata completa di calcoli, immagini e note dalle coste della penisola araba alle odierne Somalia, Eritrea, Etiopia, Sudan ed Egitto, fino a Suez ed a numerosi porti lungo le coste della penisola del Sinai. Tutto questo è riportato nel Roteiro do Mar Roxo, offerto al principe Luigi.
Otto mesi dopo tornò a Goa, il 21 agosto, con il nomignolo di "filosofo". "Faccio molta attenzione alle eclissi di luna", scrisse, così come a longitudini e latitudini, pesci, alghe, correnti, venti, al colore del Mar Rosso e ad ogni dettaglio che potesse influenzare l'arte della navigazione.

### Vecchiaia
Dopo essere tornato in Portogallo, João de Castro fu nominato comandante di una flotta nel 1543 col compito di ripulire i mari dell'Europa atlantica dai pirati. Nel 1545 fu inviato con sei navi in India per aiutare Martim Afonso de Sousa, licenziato dal vicereame. Secondo i figli (uno dei quali, Fernão, fu ucciso prima a Diu) e João Mascarenhas, João de Castro raggiunse la popolarità grazie al rovesciamento di Mahmud, re di Gujarat, alla liberazione di Diu e alla sconfitta del grande esercito di Adil Khan, e per questo poté ottenere un enorme prestito dai mercanti di Goa. Queste gesta furono seguite dalla conquista di Bharuch, della Malacca e dal passaggio di António Moniz a Ceylon e, nel 1547, dalla nomina a viceré da parte del re Giovanni III del Portogallo.
Dopo la vittoria della sua Armada nella liberazione di Diu, pregò il re di non prolungare il proprio mandato oltre la normale durata di tre anni, e di permettergli di tornare alla Serra de Sintra, tanto che nel suo testamento scrisse: "Ho nei pressi di Cintra una quinta, chiamata Quinta della Fontana del Re, che io stesso costruii, e alla quale sono molto legato perché la eressi e perché si trova in un paese in cui nacquero mio padre e i suoi antenati". Dopo la sua vittoria nei confronti delle forze schiaccianti di Mahmud e di Adil Khan, João de Castro iniziò la ricostruzione di Diu e per avere i soldi necessari fece un appello a cittadini di Goa. I cittadini di Goa accettarono e, quando il governatore tornò a Goa nella primavera del 1547, lo ricevettero con tutti gli onori. La sua cerimonia trionfale viene citata in numerose cronache e negli arazzi.
Morì tra le braccia del suo amico san Francesco Saverio il 6 giugno 1548, fu sepolto a Goa, ma i suoi resti furono poi riesumati e trasferiti in Portogallo per venire sepolti sotto un monumento nel convento di Benfica. Il cronista Diogo do Couto terminò il proprio ritratto del viceré in questo modo: "E per la sua grande carità, la temperanza, il disinteresse, l'amore per Dio, ed altre qualità di un buon cristiano, si può affermare che riceverà nella gloria il premio ed il guiderdone per tutte le difficoltà e le fatiche subite". E per lo scrittore Aubrey Fitz Gerald Bell: "grazie alla sua energia, al vigore del pensiero e dell'azione, per il suo splendido carattere, umano e risoluto, chiuse il mezzo secolo più brillante nella storia del Portogallo con una chiave d'oro".

## Il magnetismo terrestre inRoteiro de Lisboa a Goa
Gli antichi greci avevano scoperto che una scura pietra metallica poteva attrarre o respingere oggetti di ferro. Fu l'origine dello studio del magnetismo. Al tempo delle grandi esplorazioni, i navigatori non erano in grado di trovare una nave in mare tramite due coordinate, latitudine e longitudine, la determinazione delle quali richiedeva un orologio che indicasse l'orario esatto del meridiano di riferimento, mentre il calcolo astronomico della longitudine restituiva errori inaccettabili. Durante il proprio viaggio in India, João de Castro svolse una serie di esperimenti che portarono alla scoperta del fenomeno, in particolare legati al magnetismo ed all'ago magnetico di bordo. Si può ipotizzare che questa conoscenza derivasse da Pedro Nunes. Quando il 5 agosto 1538 João de Castro decise di calcolare la latitudine del Mozambico, trovò il motivo della sorprendente difficoltà nell'uso degli aghi. Notò la deviazione dell'ago, scoprendo la cosa 128 anni prima di Guillaume Dennis (1666) di Nieppe, ricordato nella storia della navigazione come primo ad osservare il fenomeno. Il 22 dicembre 1538 notò nei pressi di Baçaim la presenza di variazioni dell'ago in vicinanza di certe rocce, ipotesi confermata secoli dopo, chiamata "attrazione locale". João de Castro confutò la teoria secondo la quale la variazione di inclinazione dell'ago non sarebbe formata da meridiani geografici.
In base a quanto scritto da Pedro Nunes in De Crepusculis, in cui raccontò le cose che aveva scoperto, possiamo associare a lui le parole di João de Castro nel suo Roteiro de Lisboa a Goa: "in queste cose scritte vi sono molte cose che sembrano strane ed impossibili, che scrivo con paura, non perché non siano state ben verificate, ma per la paura di dover andare contro l'opinione comune".
I commenti di João de Castro sono i più importanti relativi al magnetismo negli oceani Atlantico ed Indiano nel XVI secolo, e furono utili per lo studio del magnetismo terrestre. Effettuò 43 calcoli di declinazione magnetica con misurazioni rigorose attorno a tutta l'Africa. Lo strumento utilizzato fu la Bussola de Variacão, sviluppata da Felipe Guillen un decennio prima a Siviglia. João de Castro scoprì le variazioni spaziali della declinazione nella baia di Mumbai (nei pressi di Baçaim), e le attribuì agli effetti di disturbo causati da rocce sotterranee.
Negli anni 1890 G. Hellman, citato da Chapman e Bartels (1940), definì Castro il maggior rappresentante degli studi scientifici marittimi del tempo, e il metodo che utilizzò fu aggiunto universalmente sulle navi e utilizzato fino alla fine del XVI secolo. Fu uno dei personaggi più importanti del secolo nella scienza sperimentale europea, legando l'importanza dei suoi studi alla navigazione. Il suo nome fu legato alla scienza per le sue opere tanto moderne.